# Denis Buntić
Denis Buntić, hrvaški rokometaš, * 13. oktober 1982, Ljubuški, Bosna in Hercegovina.
Leta 2012 je s hrvaško reprezentanco osvojil bronasto olimpijsko medaljo.